# Creation CA06/H
Der Creation CA06/H war ein Le-Mans-Prototyp, der 2006 bei Creation Autosportif für Sportwagenrennen entwickelt wurde.

## Entwicklungsgeschichte und Technik
Der 2003 von den beiden Briten Ian Bickerton und Mike Jankowski gegründete Motorsport-Rennstall Creation Autosportif meldete ab dem Start der Rennsaison dieses Jahres Rennwagen bei GT- und Sportwagenrennen. Das Team setzte zu Beginn zwei Lister Storm GTS und ab der Rennsaison 2005 einen DBA4 03S ein, den das Team von RN Motorsport erworben hatte. Da das technische Reglement der Le-Mans-Prototypen, das auf dem der 03S beruhte, mit dem Ablauf der Saison auslief und durch ein neues ersetzt wurde, musste ein Ersatz gefunden, um weiter Sportwagensport betreiben zu können.
Ian Bickerton beauftragte das Ingenieurbüro KWM mit der Umbauplanung. Ursprung des 03S war der Reynard 02S, den Reynard Motorsport als Nachfolger des Reynard 2KQ entwickelt hatte. Der CA06/H war damit bereits der zweite Nachfolger des 02S. Der Wagen erhielt eine neue Elektronik, neue Aufhängungen und als wesentliche Änderung einen neuen Motor. Der DBA4 03S hatte den in der Bauweise veralteten ZG348-3,4-Liter-V8-Motor von Zytek. Als neues Aggregat kam im C06/h das GV5-5,6-Liter-V10-Triebwerk von Judd zum Einsatz.

## Renngeschichte
Das Renndebüt gab der CA06/H beim 1000-km-Rennen von Istanbul 2006, dem ersten Wertungslauf der Le Mans Series dieses Jahres. Gefahren wurde der Wagen mit der Fahrgestellnummer CA06/H 002 von Beppe Gabbiani, Felipe Ortiz und Nicolas Minassian; nach einem Motorschaden fiel er aus. Das Team verzichtete auf eine Teilnahme am 1000-km-Rennen von Spa-Francorchamps. Nach einem weiteren Ausfall beim 24-Stunden-Rennen von Le Mans 2006 erreichte das Trio beim Rennen auf dem Nürburgring hinter dem Pescarolo C60 von Emmanuel Collard, Jean-Christophe Boullion und Éric Hélary den zweiten Gesamtrang.
In Donington wurde erstmals das Fahrgestell CA06/H 001 eingesetzt, wo sich Minassian das Cockpit mit Kevin McGarrity teilte und das Duo den zweiten Gesamtrang erreichte. Hinter ihnen platzierten sich die Teamkollegen Ortiz, Gabbiani und Jamie Campbell-Walter an der dritten Stelle.
Ende 2006 verkaufte Creation Autosportif die beiden Fahrgestelle an die US-amerikanischen Rennställe Intersport Racing und Autocon Motorsports, die die Fahrzeuge in der American Le Mans Series meldeten. An die Erfolge in der ELMS konnte dort nicht angeknüpft werden. Beste Platzierung war der zehnte Gesamtrang des Trios Richard Berry/Jon Field/Clint Field beim 2:45-Stunden-Rennen von Salt Lake City 2007.